# Chains
Singles de The Cookies
In Paradise/Precious Love
(1960) Don't Say Nothin' Bad (About My Baby)/Softly in the Night
(1963)
Chains est une chanson composée par Gerry Goffin et Carole King. Elle est parue pour la première fois en single aux États-Unis en novembre 1962, enregistré par le groupe The Cookies. Elle connaît un certain succès, atteignant la 17e place dans les classements américains. 
Le groupe britannique The Beatles la reprend sur son premier album.

## Version des Cookies
Chains est composée par Gerry Goffin et Carole King, couple d'auteurs réputés du Brill Building de New York au début des années 1960, qui ont notamment eu l'occasion de travailler avec Aretha Franklin et Little Eva. Le « girl group » The Cookies en tire un single en 1962, paru sur l'étiquette Dimension Records (en) couplé à Stranger in my Arms. La chanson, à tempo assez lent, se classe en 17e position des charts américains, s'attirant une certaine notoriété.
Cette version est interprétée à quatre voix : Dorothy Jones se charge du chant principal tandis que Margaret Ross et Earl-Jean McCrea forment les chœurs avec Eva Boyd, invitée pour y enrichir les harmonies.

### Interprètes
- Dorothy Jones : chant principal
- Earl-Jean McCrea : chœur[n 1]
- Margaret Ross : chœur
- Eva Boyd : chœur (invitée)

## Version des Beatles
Pistes de Please Please Me
Anna (Go to Him) Boys

### Enregistrement
George Harrison déniche cette chanson à Liverpool, dans la boutique NEMS de son manager Brian Epstein, en décembre 1962 et le groupe l'enregistre pour la BBC le 16 janvier suivant pour l'émission Here We Go diffusée le 25 du même mois. Ils décident de l'inclure sur leur premier album.

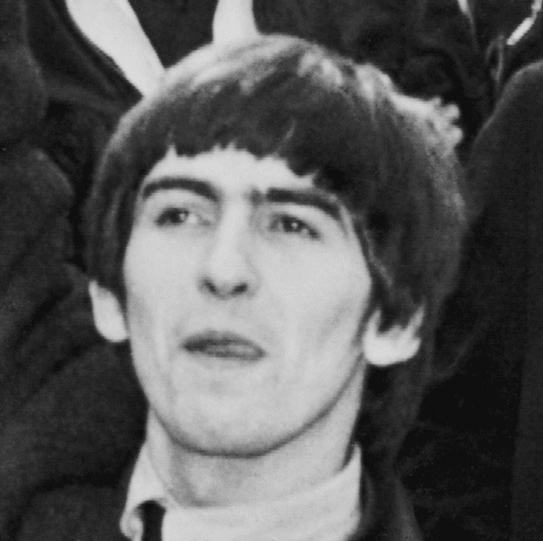
George Harrison est l'interprète principal de Chains.

Chains est enregistrée par les Beatles aux studios Abbey Road le 11 février 1963, lors d'une session marathon d'une douzaine d'heures qui voit le groupe enregistrer dix des quatorze chansons de son album Please Please Me. George Harrison y tient le chant principal accompagné aux chœurs par Lennon et McCartney, ainsi que par l'harmonica de Lennon qui remplace le saxophone de la version originale. Le tempo est par ailleurs accéléré.
Cette reprise est enregistrée dans la soirée : seules deux pistes du disque sont ensuite mises en boîte, Baby It's You et Twist and Shout. Quatre prises sont réalisées, mais c'est finalement la première qu'on décide de conserver. Comme toutes les autres pistes de Please Please Me, les mixages mono et stéréo sont réalisés le 25 février 1963 dans le Studio 1 d'Abbey Road par le producteur George Martin et les ingénieurs de son Norman Smith et A.B. Lincoln. La version stéréo présente la piste rythmique sur le canal de gauche et les voix sur celui de droite, non pas par souci artistique, mais par facilité pour les producteurs à une époque où le son monophonique restait le choix de la plupart des acheteurs. De fait, la version mono est souvent jugée de meilleure qualité.
C'est la première chanson des Beatles où l'on peut entendre des harmonies à trois voix. On retrouve ce type de combinaison plus tard, dans This Boy.
Par ailleurs, si les Beatles ont su apporter à ce morceau une dynamique et une fraîcheur inimitables, la véritable innovation provient sûrement du solo d'harmonica joué par John dans l'introduction. Harmonica chromatique, a priori en do .

#### Interprètes
- George Harrison : chant, guitare solo
- Paul McCartney : chœur, guitare basse
- John Lennon, chœur, guitare rythmique, harmonica
- Ringo Starr : batterie

#### Équipe de production
- George Martin : producteur
- Norman Smith : ingénieur du son
- Richard Langham : ingénieur du son (enregistrement)
- A.B. Lincoln : ingénieur du son (mixage)

### Parution
Au Royaume-Uni, Chains sort le 22 mars 1963 en quatrième position de Please Please Me, premier album des Beatles. C'est l'une des six reprises parmi les quatorze pistes de l'album. Celui-ci se classe numéro 1 des charts britanniques pendant trente semaines consécutives avant d'être détrôné par le deuxième album du groupe, With the Beatles.
La chanson sort également aux États-Unis sur l'album Introducing… The Beatles du label Vee Jay : celui-ci, retouché pour le marché américain, ne présente que douze chansons. Connaissant des problèmes d'ordre légal et financier, le label ne peut publier l'album que le 10 janvier 1964 bien que sa sortie ait été à l'origine prévue pour juillet 1963. À la suite d'un imbroglio juridique, Capitol Records récupère les droits des chansons et les publient en mars 1965 sur le disque The Early Beatles.
Une des quatre versions de cette chansons enregistrées dans les studios de la BBC est publiée le 11 novembre 2013 sur On Air - Live At The BBC Volume 2. Cette version a été enregistrée le 17 juin 1963 pour l'émission Pop Go the Beatles (en) du 25 juin 1963.

## Autres reprises
Une version a été enregistrée par les Everly Brothers en 1962, mais n'est cependant pas parue avant 1984. 
En 1963, Johnny Hallyday (album Les Bras en croix), ainsi que Sylvie Vartan (Super 45 tours), ont repris en français la chanson, sous le titre Chance. 
En 1980, l'auteur de Chains, Carole King, l'a également interprétée sur son album Pearls: Songs of Goffin and King (en). Enfin, elle a fait l'objet d'une reprise par un autre « girl group », The Delmonas en 1984.